# Téli likacsosgomba
A téli likacsosgomba (Polyporus brumalis) a likacsosgombafélék családjába tartozó, Eurázsiában és Észak-Amerikában honos, lombos fák korhadó anyagán termő, nem ehető gombafaj. 

## Megjelenése
A téli likacsosgomba kalapja kalap 2-8 cm széles, fiatalon szélesen domború, széle begöngyölt; később laposan vagy középen bemélyedően kiterül és széle élessé válik. Felszíne száraz; finoman molyhos, pikkelyes. Színe a sötét sárgásbarnától a sötétbarnáig terjed. 
Húsa szívós, vékony; színe fehéres. Gyengén gombaszagú, íze nem jellegzetes. 
Többé-kevésbé tefutó, 2-4 mm vastag termőrétege csöves szerkezetű. A pórusok kicsik (2-3/mm). Színe fehéres vagy világos okkeres.
Tönkje 2-4 cm magas és 0,2-0,5 cm vastag. Többnyire centrális, esetleg kissé excentrikus elhelyezkedésű. Felszíne csupasz vagy a kalaphoz hasonlóan molyhos-pikkelyes. Színe fehéres, szürkés vagy halványbarna. 
Spórapora fehér. Spórája hengeres vagy kolbász alakú, sima, inamiloid, mérete 4-7 x 2-2,5 µm. 

### Hasonló fajok
A szűkebb pórusú tavaszi likacsosgombával, esetleg a fényes likacsosgombával téveszthető össze.

## Elterjedése és termőhelye
Eurázsiában és Észak-Amerikában honos. Magyarországon nem gyakori.
Lombos fák (például bükk) korhadó törzsén, ágain nő. Novembertől márciusig terem. 

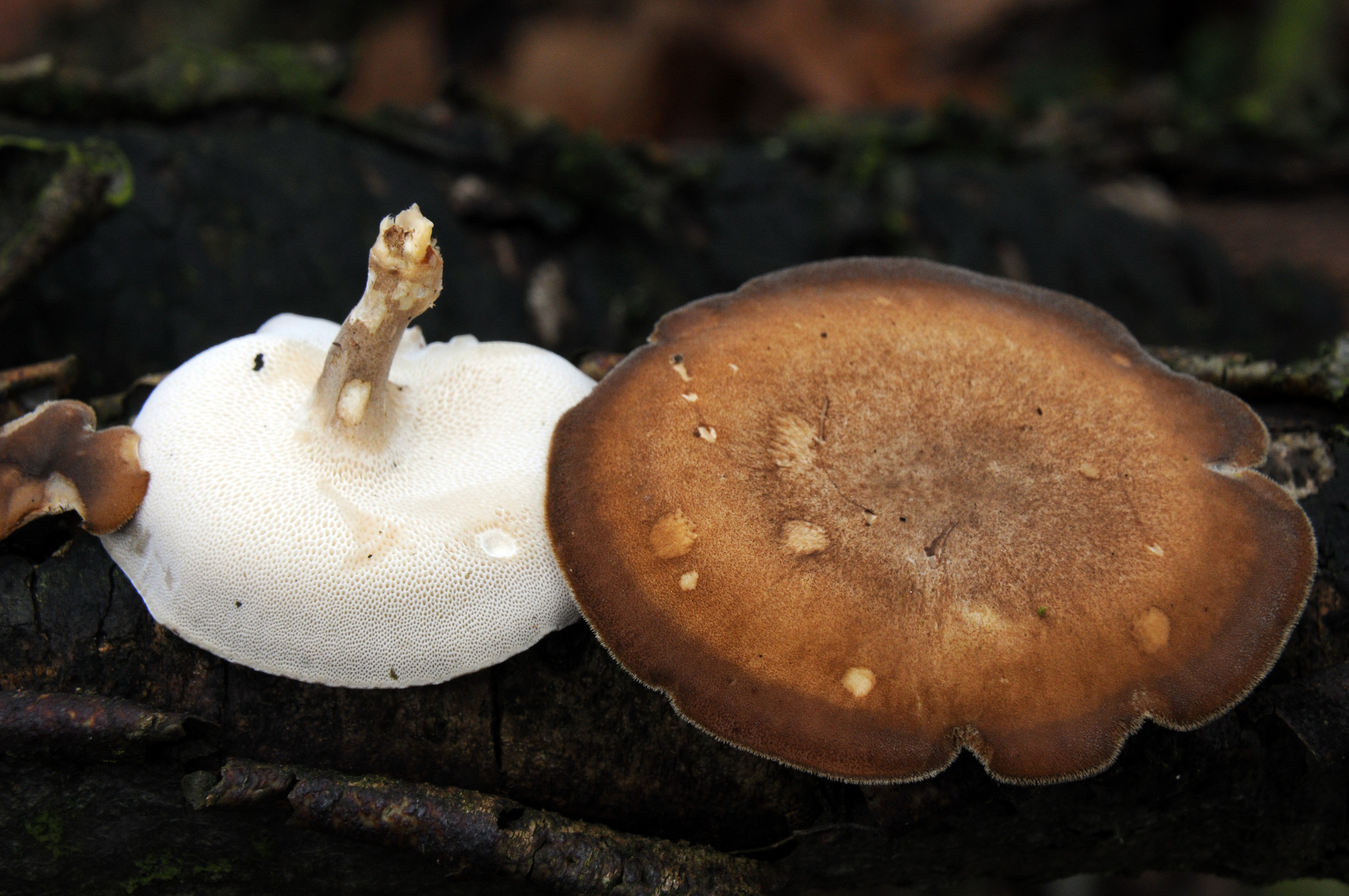
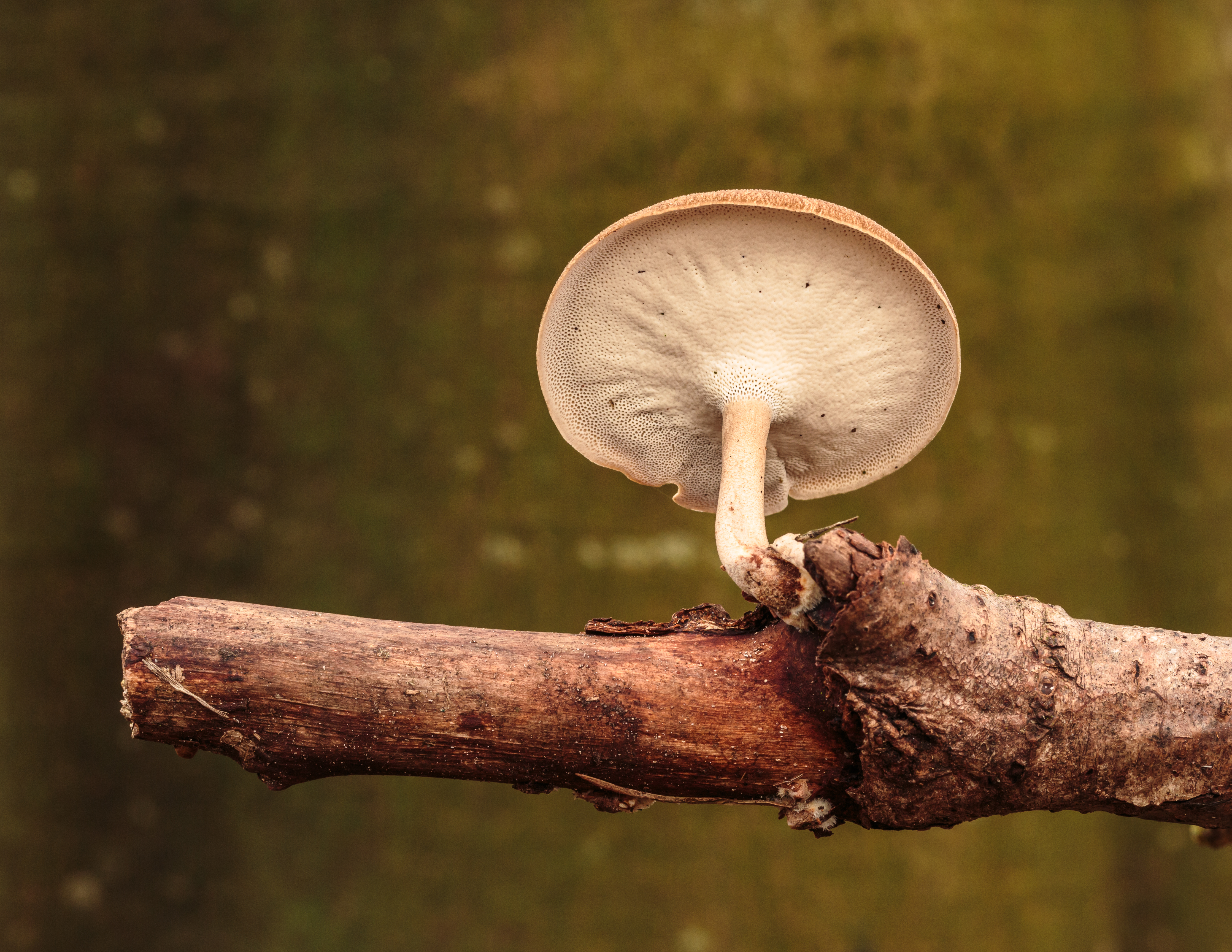
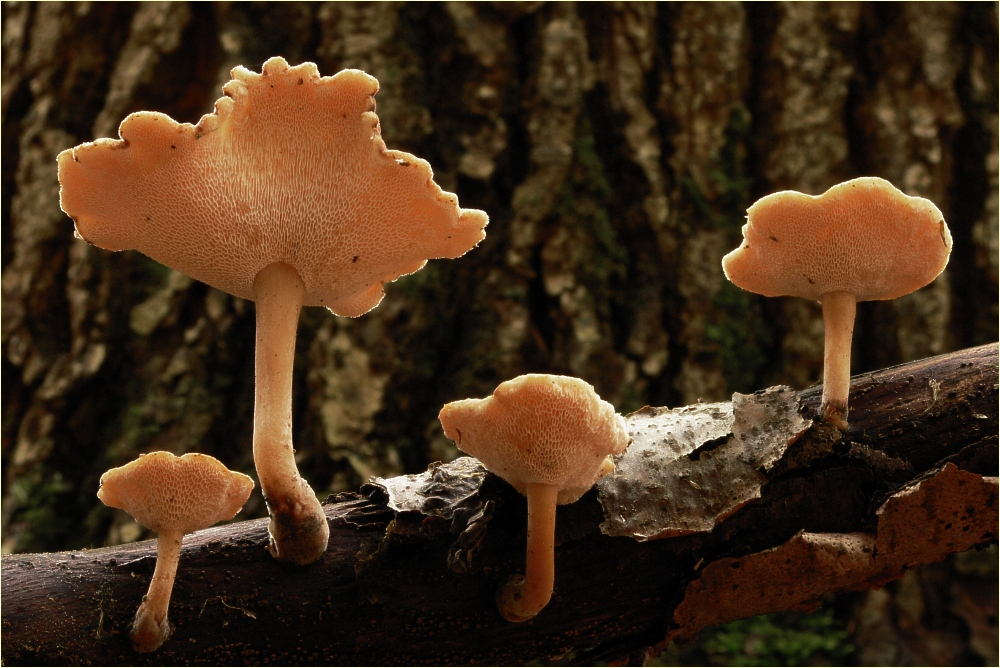
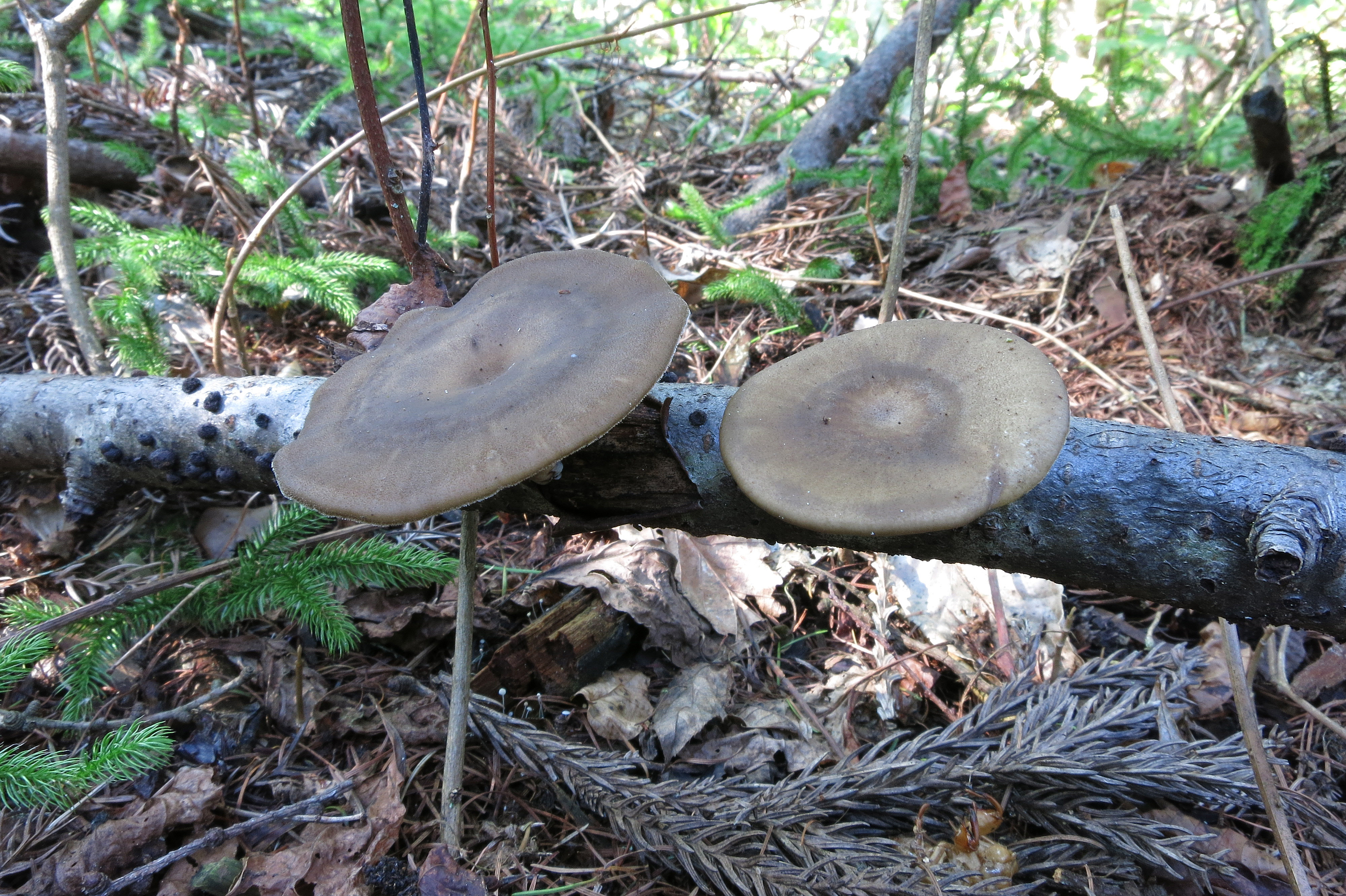
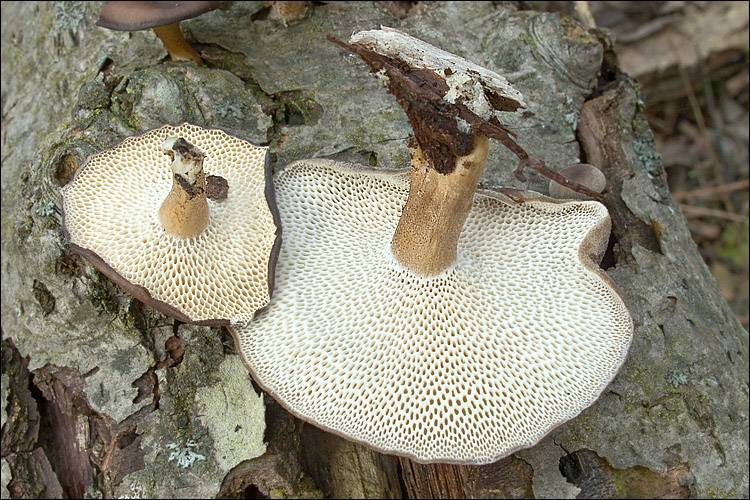

Nem ehető. 